# Yūichi Inoue (Pianist)
Yūichi Inoue (jap. 井上 祐一, Inoue Yūichi; * um 1970) ist ein japanischer Jazzpianist.
Yuichi Inoue arbeitete in Tokyo ab den 1990er-Jahren in der Band des Schlagzeugers Masahiko Osaka, mit dem auch erste Aufnahmen entstanden (Twelve; 1994), außerdem mit Delfeayo Marsalis (Musachi, 1996) und in der Kenichi Tsunoda Big Band. Nach dem Debütalbum Blue Requiem (1997, mit Yasuhiko Satō und Akira Igawa) nahm Inoue 2002  im Quartett mit Atsushi Ikeda (Flöte, Altsaxophon), Shō Kudo (Bass) und  Tōru Takahashi (Schlagzeug) das Album Standin’ Out (Sea Breeze) auf. 2007 folgte das Album Floating Moments (What’s New), mit Haruhisa Takamichi und Koichiro Taki. In den 2000er-Jahren spielte er des Weiteren mit Neil Stalnaker, Shigeharu Mukai, Yoshiaki Miyanoue, Tsuyoshi Niwa (At the End of the Day, 2013), u. a. mit Randy Brecker. 2013 legte er das Album The Core vor, das er mit Yuhei Honkawa (Bass) und Yosuke Tamura (Schlagzeug) eingespielt hatte.